# Möller Trough
Koordinaten: 76° 35′ S, 30° 40′ W
Der Möller Trough ist eine Tiefseerinne im Weddell-Meer vor der Luitpold-Küste des ostantarktischen Coatslands.
Die seit Juni 1997 vom Advisory Committee of Undersea Features anerkannte Benennung erfolgte auf Vorschlag des Vermessungsingenieurs und Glaziologen Heinrich Hinze vom Alfred-Wegener-Institut. Namensgeber ist der deutsche Geodät Dietrich Möller (1927–2015), Präsident der Deutschen Gesellschaft für Polarforschung von 1976 bis 1996.